# Карликовый пинчер
Ка́рликовый пи́нчер (миниатюрный пинчер, цвергпи́нчер, нем. Zwergpinscher) — небольшая, 25—30 см в холке собака, квадратного формата, энергичная, мускулистая, на крепких конечностях. Уши стоячие купированные или лежачие, хвост часто купируется. Шерсть короткая, плотно прилегающая, блестящая. Бывают двух окрасов — чёрно-подпалые и рыжие.

## Происхождение породы

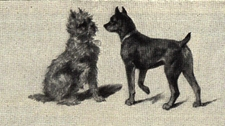

Родиной этой породы, возраст которой около 300 лет, считают Германию, где этих собачек часто называют миниатюрными гладкошерстными пинчерами или миниатюрными доберманами. Достоверных источников, свидетельствующих о происхождении пинчера, как это часто бывает в кинологии, нет. Известно лишь, что упоминание о собаках, похожих на пинчера, появилось в средине XV века. По некоторым версиям это были скандинавские собаки, жившие на берегах Балтики и в озерной местности в Швейцарии. Весьма вероятно также, что в Германию из Англии был вывезен английский черно-подпалый терьер (предок современного Манчестер-терьер), и впоследствии на его основе была выведена более мелкая разновидность этой породы, богатая различными окрасами: коричневыми, шоколадными, светло-рыжими, голубыми, а также блестяще черными с яркими резко очерченными подпалинами. Собаки оленьего окраса в Германии были названы ре-пинчер, благодаря их сходству с мелкой ланью (от нем. Reh — косуля). Ошибочным является мнение, что миниатюрный пинчер — это карликовая форма добермана. Миниатюрный пинчер — старинная порода, и сходство с доберманом приобретено ею post facto. Любитель пинчеров г-н Доберман задался целью вывести большого пинчера именно потому, что восхищался миниатюрными. Считается, что эти породы имеют общих предков, среди которых гладкошерстный немецкий пинчер.
Изначально пинчеры жили при конюшнях, ловили крыс и охраняли хозяйское имущество от непрошеных гостей. Затем постепенно они превратились в комнатных любимцев. Во второй половине XIX века именно в Германии началась целенаправленная селекция породы. Впервые миниатюрные пинчеры были представлены в 1900 году на выставке в Штутгарте, хотя первый официальный стандарт породы был утвержден в 1880 году Ричардом Штребелем. А первый пинчер-клуб был основан в 1895 году. С начала XX века миниатюрный пинчер превратился полностью в городскую собаку.
Порода была очень модной в начале XX века в Европе. В США клуб миниатюрного пинчера был основан лишь в двадцатые годы, а в Англию пинчеры попали лишь в 1950 году, где впервые на выставке были показаны лишь в 1954 году.

## Внешний вид

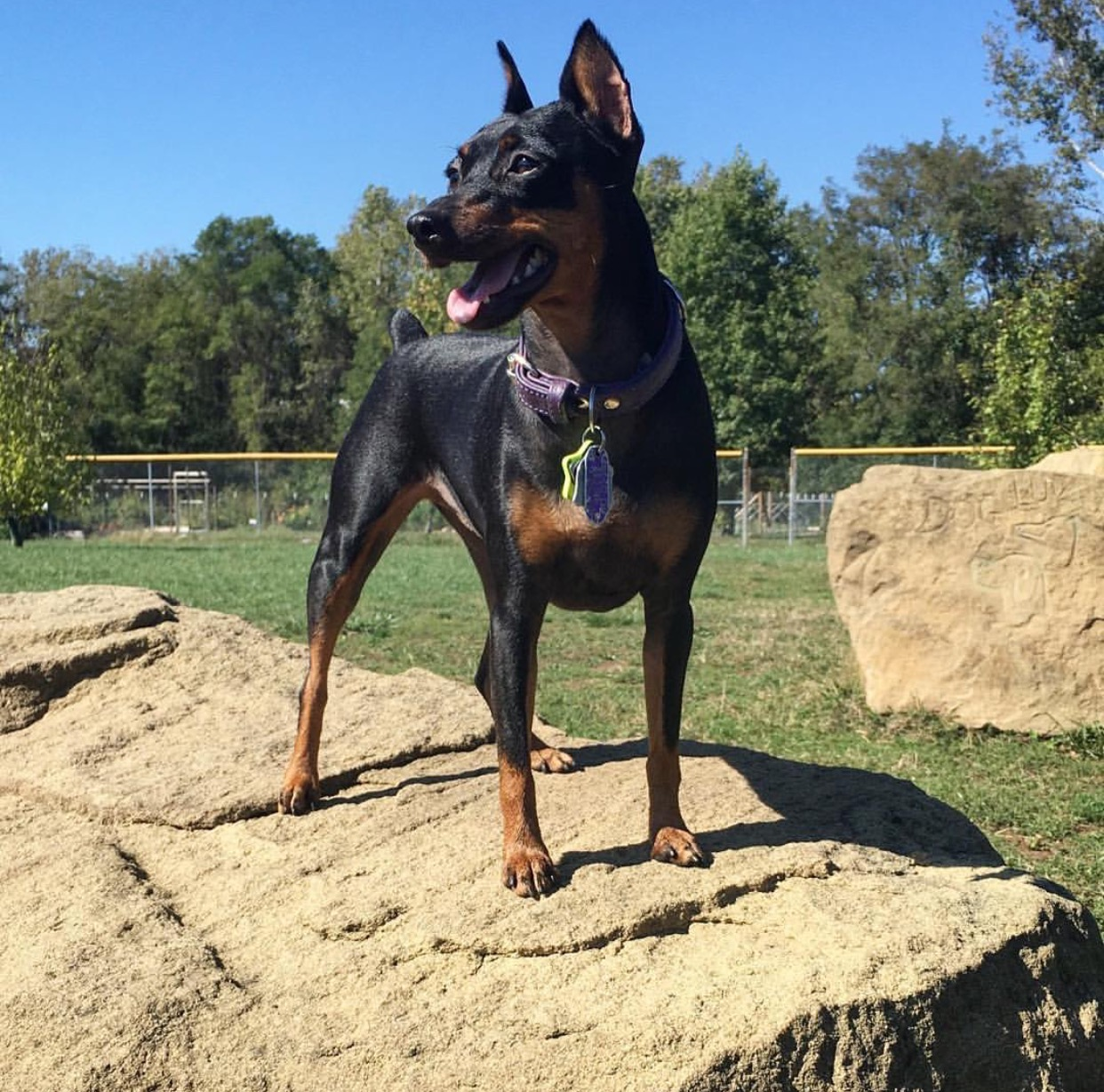
чёрно-подпалый цвергпинчер

Это элегантный, стройный, очень активный, бдительный сторож с достаточно хорошо развитым костяком и мускулатурой, компактный, на высоких крепких и стройных конечностях, ростом 25—30 см. Голова с плосковатым лбом, неширокая в черепной части, но с чётко обозначенным переходом к морде, которая постепенно суживается к мочке носа. Линии лба и морды параллельны. Мочка носа чёрная. Уши стоячие и полустоячие, как правило, больше головы.
Прикус ножницеобразный. Глаза тёмные, очень выразительные, всегда настороже. Шея тонкая, красиво изогнутая. Шерсть пинчера гладкая, достаточно жёсткая, блестящая, плотно прилегающая. Хвост посажен высоко, держится кверху и купирован до длины 1,25—2,05 см.
Стандарт цвергпинчера признаёт для него два окраса: чёрно-подпалый и рыжий. Некоторое время назад допускался и коричнево-подпалый окрас, но сейчас только в Америке ещё разводят собак с таким цветом шерсти.

## Особенности

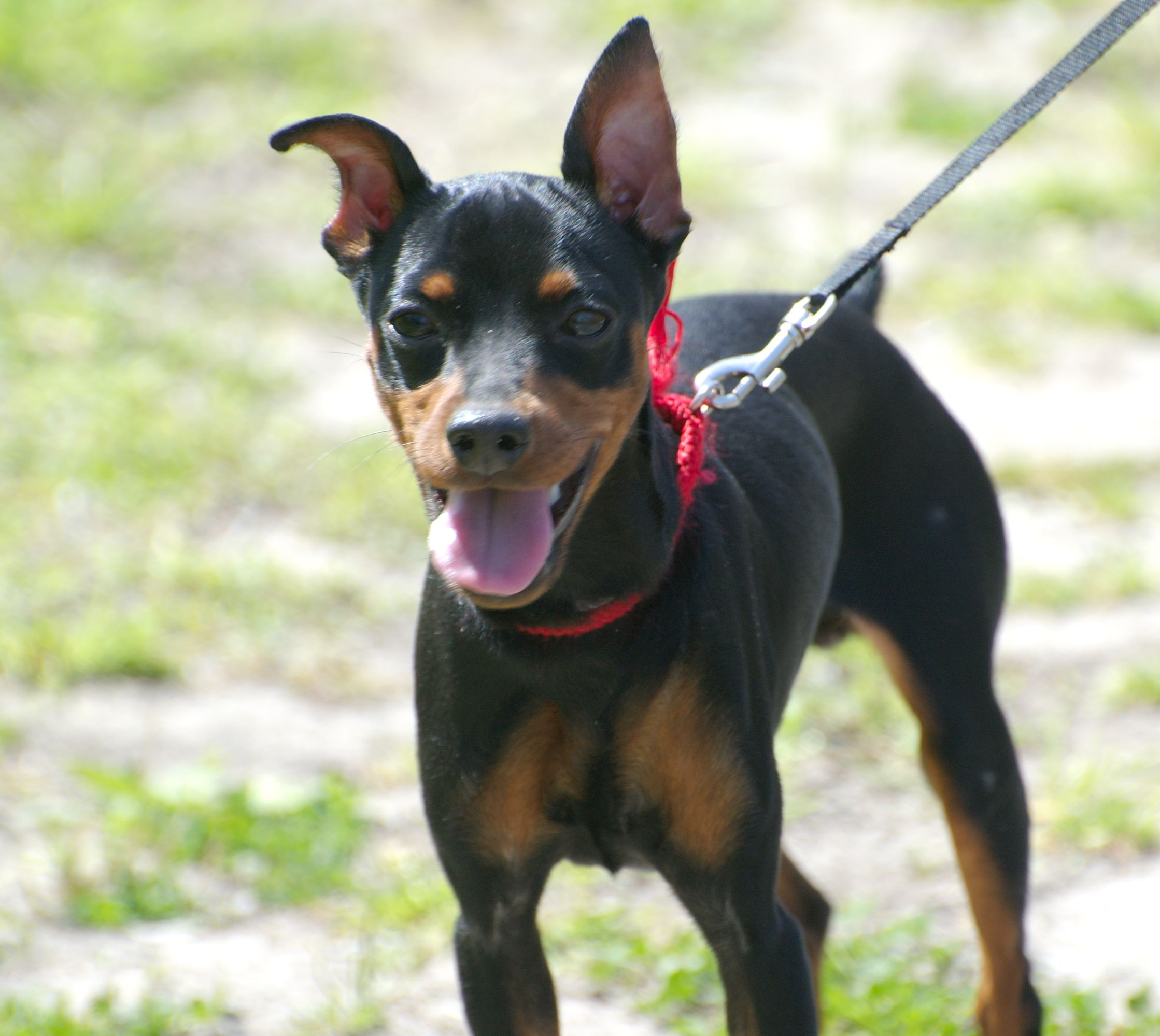
Цвергпинчер на прогулке

Породу от всех других пород отличает специфическая походка, напоминающая походку верховой лошади (высоко поднимает передние ноги). Его часто называют «верховой пони бедняка».
Карликовые пинчеры — сообразительные, живые и легко поддающиеся дрессировке собачки, легко приучаются к туалету вне дома. Он подвижен, сдержан и игрив с семьёй владельца, но очень недоверчив к посторонним. За гладкой шерстью легко ухаживать, но надо учесть, что она не очень хорошо защищает собаку против непогоды и поэтому они весьма чувствительны к холоду. В прошлом собаки этой породы нередко применялись для ловли мышей и крыс. Карликовые пинчеры замечательные сторожа, смело бросающиеся на любого нарушителя охраняемой ими территории.